# سادیننیه (استان بورگاس)
سادیننیه (به بلغاری: Saedinenie) یک منطقهٔ مسکونی در بلغارستان است که در استان بورگاس واقع شده‌است.